# Севастополець (поїзд)
«Севастополець» — колишній фірмовий нічний швидкий поїзд Укрзалізниці  № 28/27 сполученням Київ — Севастополь, формуванням Південно-Західної залізниці.

## Історія
До 30 вересня 2011 року поїзд курсував через станції Армянськ, Херсон.
З 2 жовтня 2011 року поїзду змінено маршрут руху через станції Мелітополь та Дніпро-Головний, проте були призначені чотири поїзди за колишнім маршрутом поїзда «Севастополець», це поїзди: № 58/57 «Хрещатик» Київ — Сімферополь, № 294/293 Київ — Євпаторія, № 238/237 Київ — Сімферополь та № 298/297 за таким самим маршрутом.
З 27 травня до вересня 2012 року поїзд курсував під № 36/35, час в дорозі складав на 4 години довше.
З листопада 2013 року введена в дію послуга придбання електронного квитка. Також була можливість придбати для поїздів № 40/39 «Севастополь» та № 146/145 сполученням Київ — Сімферополь.
З липня 2014 року почали експлуатувати локомотиви ЧС2Т з поїздом «Севастополець».
22 серпня 2014 року поїзд курсував через Черкаси через схід вантажного поїзда із рейок.
З 27 грудня 2014 року через анексію Криму поїзд був скасований.

## Інформація про курсування
Поїзд «Севастополець» курсував цілий рік, щоденно. На маршруті руху зупинявся на 11 проміжних станціях.
| Розклад руху поїзда «Севастополець» станом на 2014 рік | Розклад руху поїзда «Севастополець» станом на 2014 рік | Розклад руху поїзда «Севастополець» станом на 2014 рік | Розклад руху поїзда «Севастополець» станом на 2014 рік | Розклад руху поїзда «Севастополець» станом на 2014 рік |
| Час прибуття                                           | Час відправлення                                       | Станція                                                | Час прибуття                                           | Час відправлення                                       |
| ------------------------------------------------------ | ------------------------------------------------------ | ------------------------------------------------------ | ------------------------------------------------------ | ------------------------------------------------------ |
| —                                                      | 18:03                                                  | Київ                                                   | 11:38                                                  | —                                                      |
| 11:24                                                  | —                                                      | Севастополь                                            | —                                                      | 16:40                                                  |

## Склад поїзда
На маршруті руху курсували два склади поїзда, формування станції вагонного депо Київ-Пасажирський.
Поїзд складався з 18 фірмових пасажирських вагонів різного класу комфортності:
- 2 Вагони класу Люкс (№ 13, 14)
- 7 купейних (№ 9—18);
- 10 плацкартних (№ 1—8).

Вагон № 12 — був штабним. Всі вагони були фірмовими, купе та люкс оснащені були кондиціонерами, частково — біотуалетами та іншими зручностями